# Cornelia de patriciis
Cornelia de patriciis va ser una llei romana establerta a proposta de Servi Corneli Maluginense i cinc col·legues més, tots ells tribuns amb potestat consular, l'any 370 de la fundació de Roma (368 aC). Prohibia als patricis viure al Capitoli o en edificis fortificats.